# Ferro-taramite
La ferro-taramite (simbolo IMA: Ftrm) è un raro minerale del supergruppo dell'anfibolo, all'interno del quale viene collocato nel "gruppo degli anfiboli con W(OH,F,Cl)-dominante" e da lì al sottogruppo degli anfiboli di sodio-calcio dove occupa un posto nel "gruppo contenente la radice taramite nel nome"; essendo un anfibolo, appartiene agli inosilicati e pertanto alla famiglia minerale dei "silicati", e possiede composizione chimica Na(NaCa)(Fe2+3Al2)(Si6Al2)O22(OH)2.
La ferro-taramite è definita con:
- catione sodio dominante in posizione A
- catione ferro ferroso (Fe2+) dominante in posizione C2+
- catione alluminio dominante in posizione C3+
- anione idrossile dominante in posizione W.

## Etimologia e storia
La ferro-taramite è stata scoperta nella località di Liset nei pressi di Selje (nel Vestlandet, Norvegia) e le è stato attribuito il nome di aluminotaramite in base alla nomenclatura degli anfiboli del 1997. La revisione della nomenclatura degli anfiboli del 2012 ha comportato la modifica del nome in ferro-taramite.

## Classificazione
La classica nona edizione della sistematica dei minerali di Strunz, aggiornata dall'Associazione Mineralogica Internazionale (IMA) fino al 2009, elenca la ferro-taramite con il nome aluminotaramite e la colloca nella classe "9. Silicati (germanati)" e da lì nella sottoclasse "9.D Inosilicati"; questa viene suddivisa più finemente in base alla struttura cristallina del minerale, in modo tale che la ferro-taramite (aluminotaramite) possa essere trovata nella sezione "9.DE Inosilicati con catene doppie di periodo 2, Si4O11; clinoanfiboli" dove forma il sistema nº 9.DE.20.
Tale classificazione viene mantenuta anche nell'edizione successiva, proseguita dal database "mindat.org".
Nella Sistematica dei lapis (Lapis-Systematik) di Stefan Weiß la ferro-taramite è nella classe dei "silicati" e da lì nella sottoclasse degli "inosilicati"; qui il minerale si trova nella sezione di quelli che hanno struttura "[Si4O11] a due bande 6-; anfiboli Na-Ca" dove forma il sistema nº VIII/F.09.
Anche la classificazione dei minerali secondo Dana, usata principalmente nel mondo anglosassone, elenca la ferro-taramite nella famiglia dei silicati; qui è nella classe degli "inosilicati: catene doppie non ramificate, W=2" e nella sottoclasse degli "inosilicati: catene doppie non ramificate, configurazione anfibolo W=2" dove forma il "gruppo 3, gli anfiboli sodico-calcici" con il numero di sistema 66.01.03b.

## Abito cristallino
La ferro-taramite cristallizza nel sistema monoclino nel gruppo spaziale C2/m (gruppo nº 12) con i parametri reticolari a = 9,7489 Å, b = 17,9377 Å, c = 5,3233 Å e β = 104,539°, oltre ad avere 2 unità di formula per cella unitaria.

## Origine e giacitura
La ferro-taramite è stata scoperta nell'eclogite retrograda associata a apatite, clinopirosseno, nybøite, granato, rutilo, paragonite, plagioclasio, quarzo e zoisite. La ferro-taramite si è formata per sostituzione della nybøite durante il passaggio dalla facies eclogitica in condizioni di alta pressione alla facies anfibolitica con la risalita e il metamorfismo retrogrado. L'alluminio, il ferro ferroso (Fe2+) e il calcio necessari sono stati forniti dal riassorbimento del granato.
La ferro-taramite è piuttosto rara ed è stata trovata solo nella sua località tipo, l'eclogite di Liset (62.0658°N 5.33142°E) presso Selje (in Norvegia); il monte Beigua (in Liguria, Italia); nella Sierra de las Minas nella valle del Motagua (Guatemala); la miniera "La Belleza" (Provincia di Villa Clara, Cuba); nei pressi di Qianshan (nell'Anhui, Cina).

## Forma in cui si presenta in natura
La ferro-taramite è stata trovata sotto forma di grani di dimensioni inferiori al millimetro. Il minerale ha lucentezza vitrea e colore verde-blu.

## Proprietà ottiche
La ferro-taramite mostra un visibile pleocroismo con colori che vanno dall'incolore lungo {\displaystyle x}, viola scuro lungo {\displaystyle y} e blu-verdastro lungo {\displaystyle z}.